# Deuteroxorides elevator
Deuteroxorides elevator ist eine Schlupfwespe aus der Tribus Poemeniini innerhalb der Unterfamilie der Poemeniinae. Die Art wurde von dem Naturforscher Wolfgang Franz Panzer im Jahr 1799 als Ichneumon elevator erstbeschrieben. Die Art ist in der Literatur auch unter dem Synonym Deuteroxorides albitarsus (Gravenhorst, 1829) bekannt. Deuteroxorides elevator ist in Europa die einzige Art der Gattung Deuteroxorides.

## Merkmale
Die Vorderflügel der mittelgroßen schlanken Schlupfwespen sind 7,5–11 mm lang. Die Schlupfwespen besitzen eine schwarze Grundfarbe. Die Fühler sind fast fadenförmig, zum apikalen Ende hin leicht verdickt. Die Tyloide (drüsige Sensillenfelder) der medianen Geißelglieder sind als schwache apikale Anschwellungen ausgebildet. Die hinteren Tarsen sind verdickt. Die Bohrerklappen sind 0,53–0,58 mal so lang wie die Vorderflügel. Die Fühler der Weibchen weisen einen weißlich gelben Ring unweit der Spitze auf. Der Pedicellus ist unten weißlich gelb gefärbt, genau so wie die Palpen und ein Streifen am Augeninnenrand. Die Spitze des ersten Hintertarsengliedes sowie die restlichen hinteren Tarsenglieder sind weißlich gelb gefärbt. Das Gesicht der Männchen ist komplett gelb gefärbt. Ferner sind bei den Männchen die ersten drei Fühlerglieder unten, die Propleuren apikal, ein Streifen des Pronotums, ein Fleck unter der Flügelwurzel, das Mesepimeron (der mittlere seitliche Rumpfabschnitt), die vorderen und mittleren Beine sowie die Tergite apikal zusätzlich gelb gefärbt. Die Beine sind mit Ausnahme der verdunkelten hinteren Tibien und Trochanteren sowie mittleren Tarsen rotbraun gefärbt.

## Verbreitung
Deuteroxorides elevator ist in Europa verbreitet. Im Norden reicht das Vorkommen bis nach England und Fennoskandinavien, im Süden bis in den nördlichen Mittelmeerraum sowie im Osten bis in die Ukraine.

## Lebensweise
Man findet die Schlupfwespen in Waldgebieten, insbesondere an Holzstapeln. Sie werden im Tiefland zwischen Mai und Anfang September beobachtet. Die Schlupfwespen sind idiobionte Ektoparasitoide xylobionter Käferlarven. Als Wirte gelten Bockkäfer wie der Sägebock (Prionus coriarius) und Prachtkäfer wie der
Zweipunktige Eichenprachtkäfer (Agrilus biguttatus).

## Bilder

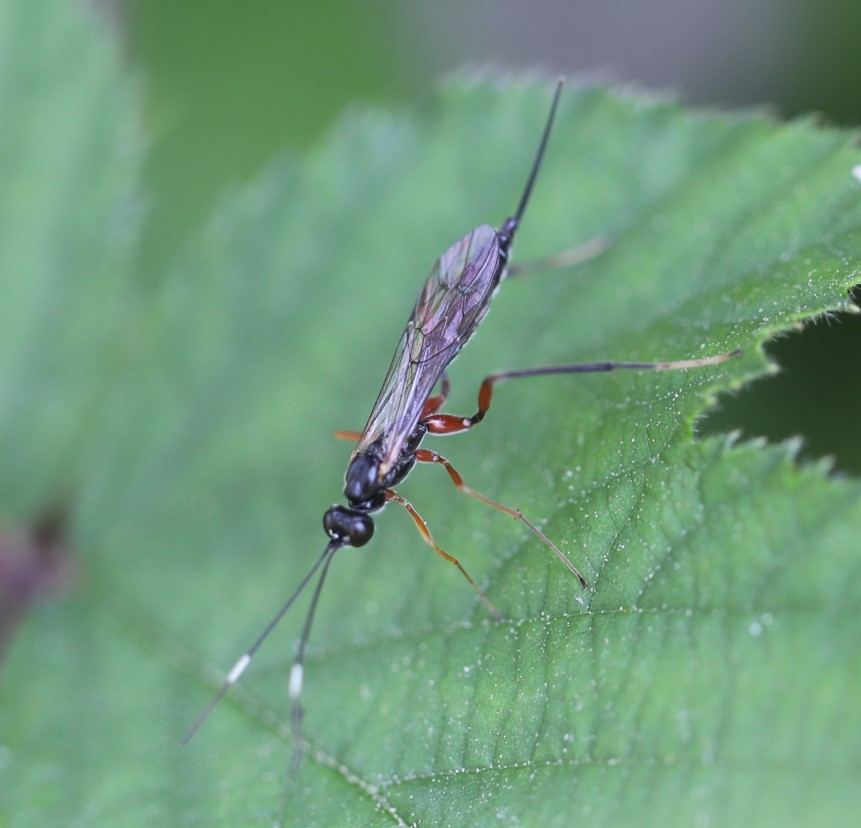
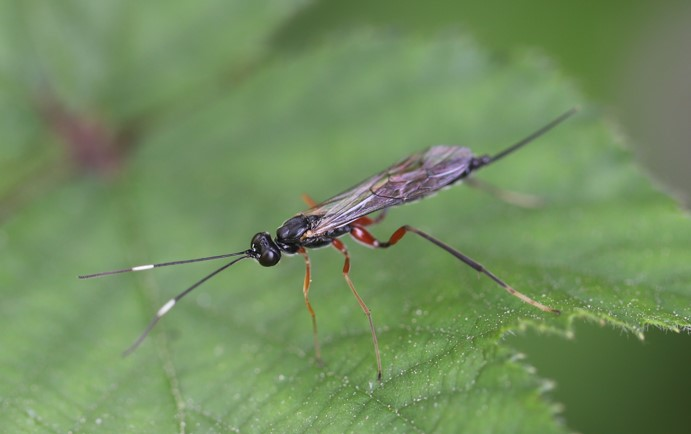